# Michele Brown
Michele Mary Brown (z domu Mason, ur. 3 lipca 1939) – australijska lekkoatletka specjalizująca się w skoku wzwyż, dwukrotna uczestniczka letnich igrzysk olimpijskich (Melbourne 1956, Tokio 1964), srebrna medalistka olimpijska z Tokio w skoku wzwyż.

## Sukcesy sportowe
- pięciokrotna medalistka mistrzostw Australii w skoku wzwyż – trzykrotnie złota (1958, 1964, 1966), srebrna (1963) oraz brązowa (1960)[1]

| Rok  | Miasto    | Zawody                                                 | Konkurencja | Wynik         |
| ---- | --------- | ------------------------------------------------------ | ----------- | ------------- |
| 1956 | Melbourne | Igrzyska olimpijskie                                   | skok wzwyż  | 6. miejsce    |
| 1958 | Cardiff   | Igrzyska Imperium Brytyjskiego i Wspólnoty Brytyjskiej | skok wzwyż  | złoty medal   |
| 1962 | Perth     | Igrzyska Imperium Brytyjskiego i Wspólnoty Brytyjskiej | skok wzwyż  | brązowy medal |
| 1964 | Tokio     | Igrzyska olimpijskie                                   | skok wzwyż  | srebrny medal |
| 1966 | Kingston  | Igrzyska Imperium Brytyjskiego i Wspólnoty Brytyjskiej | skok wzwyż  | złoty medal   |

## Rekordy życiowe
- skok wzwyż – 1,83 – Sydney 01/11/1964[3]